# Modła (powiat mławski)
Modła – wieś sołecka w Polsce położona w województwie mazowieckim, w powiecie mławskim, w gminie Wiśniewo. Leży przy drodze wojewódzkiej nr 587.
Wieś królewska w starostwie mławskim w ziemi zawkrzeńskiej województwa płockiego w 1784 roku. W latach 1975–1998 miejscowość należała administracyjnie do województwa ciechanowskiego.